# Саллар ибн Язид
Саллар ибн Йазид (? — 1063) — Ширваншах (1050—1063).
Ширваншах Саллар захватил власть у своего племянника Бухт Нассар Али ибн Ахмада в 1050 году и стал единоличным правителем в Ширване. В 1053 году он захватил замок Малу (Малуг) и расположил там свой гарнизон. Рядом с замком он построил город, куда населил людей и построил соборную мечеть.
Ширваншах Саллар скончался в четверг 20 февраля 1063 года. Он был женат на дочери шаддадида Абу-л-Асвара.